# Заверикін Анатолій Миколайович

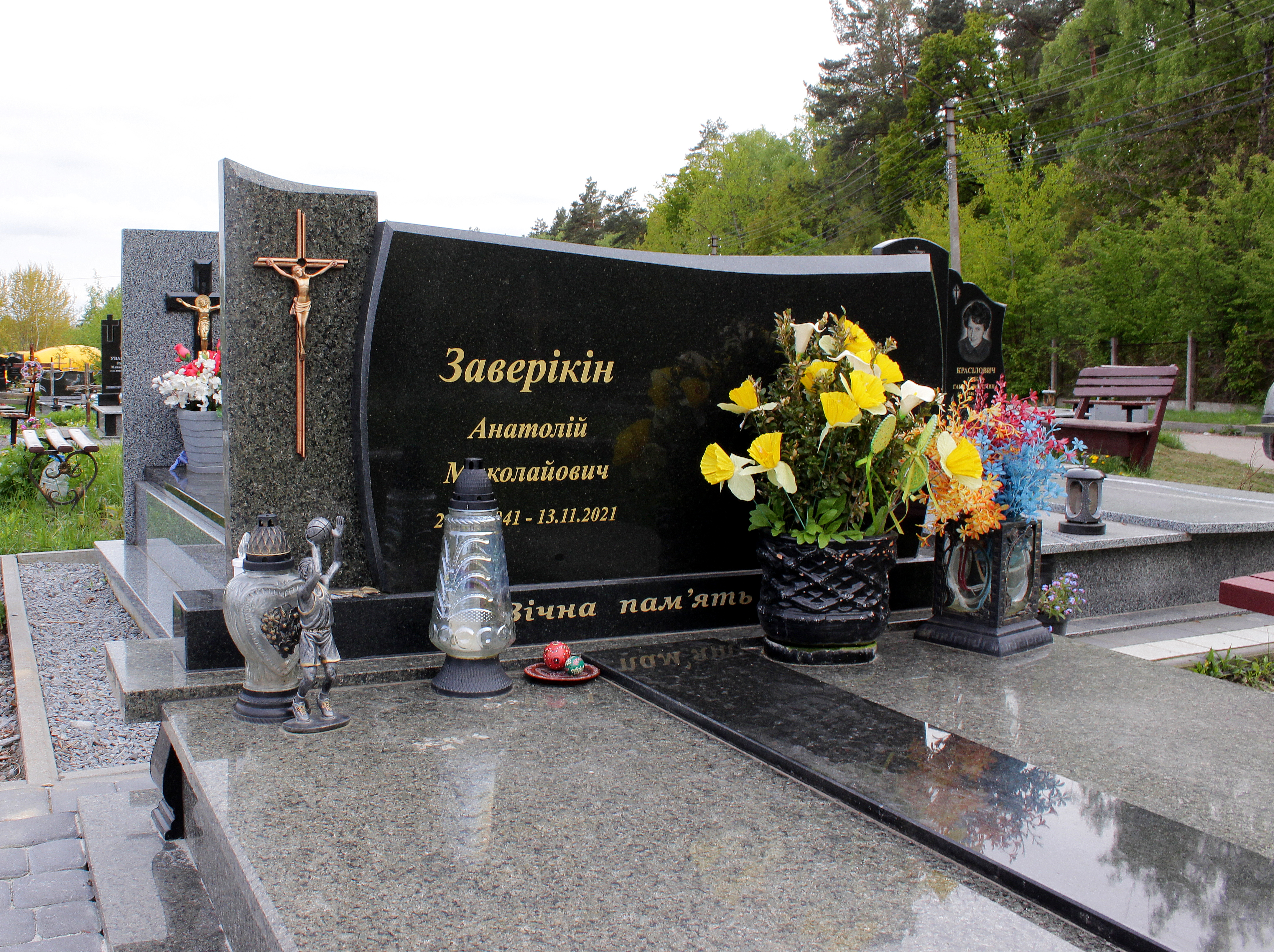

Анатолій Заверикін (25 лютого 1941, м. Балта, Одеська область — 13 листопада 2021, м. Львів) —український баскетбольний тренер, доцент кафедри фізичного виховання Національного університету «Львівська політехніка», Заслужений тренер України, Відмінник освіти, майстер спорту, суддя міжнародного класу.

## Біографія
В шестирічному віці переїхав з родиною до Львова. В 12 років почав займатись у секції баскетболу і вже за кілька років поїхав на першість СРСР серед Міністерств шляхів сполучення. У складі збірної школярів України виступав на Спартакіадах. У 10 класі отримав запрошення грати в львівському баскетбольному клубі «Спартак», в складі якої перемагає на обласному та республіканському чемпіонатах.
Навчаючись в Львівському інституті фізичної культури грав за команду «СКА». У складі цієї команди отримав звання майстра спорту та став володарем Кубку УРСР.
У 1965 р. Анатолій Миколайович став викладачем кафедри фізичного виховання Львівського політехнічного інституту та тренером другої баскетбольної команди інституту. Одночасно виступав за основну команду.
У 1993 р. на базі студентської команди університету створено професійну баскетбольну команду «Львівська Політехніка», головним тренером якої до 2004 р. був Анатолій Миколайович. З 2004 по 2016 роки Анатолій Заверикін працював в структурі клубу другим тренером чи тренером дублюючого складу команди.
З 2016 р., коли вищолігову команду «Львівська Політехніка» очолив вихованець Анатолія Миколайовича Ярослав Зубрицький працював на посаді другого тренера.
Помер 13 листопада 2021 у Львові.Похований на 3 а полі Голосківського цвинтаря.